# Sljemenska Planina
Sljemenska Planina är en bergskedja i Bosnien och Hercegovina.   Den ligger i entiteten Republika Srpska, i den östra delen av landet, 40 km nordost om huvudstaden Sarajevo.
I omgivningarna runt Sljemenska Planina växer i huvudsak blandskog. Runt Sljemenska Planina är det ganska tätbefolkat, med 67 invånare per kvadratkilometer.